# Durhami vár
A durhami vár egyike a legjelentősebb észak-angliai normann váraknak. A Wear folyó kanyarulatában felépült, majdnem ezeréves múltra visszatekintő vár az évszázadok során jelentős szerepet töltött be a Brit-szigetek történelmében, hiszen a két ország egyesítéséig az Anglia és Skócia közötti ütközőzónában feküdt. Évszázadokon keresztül a befolyásos durhami hercegpüspökök rezidenciája volt, ma a nagyhírű Durhami Egyetem székhelye.
A vár a szomszédságában lévő székesegyházzal együtt Durham városának jelképe, 1986 óta pedig a UNESCO világörökségének része.

## Fekvése

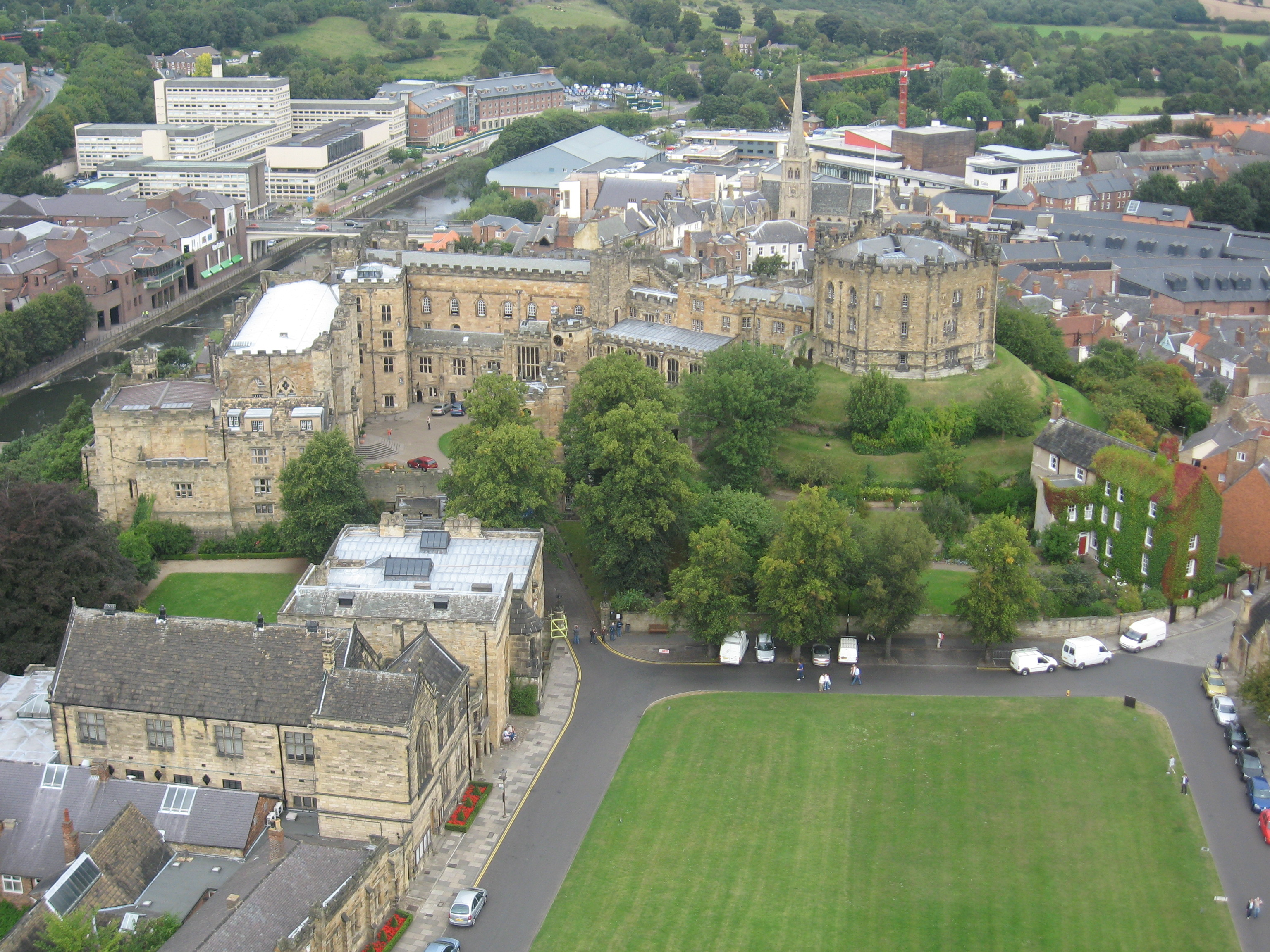
A vár látképe a katedrális tornyából

A vár a northumbriai Durham városának központjában emelkedő, 35 méter magas dombon áll, a Wear folyó kanyarulatában kialakult félsziget északi oldalán. Délen a Palace Green nevű tér határolja, mely elválasztja az impozáns durhami székesegyháztól. Földrajzi koordinátái: é. sz. 54° 46′ 32″, ny. h. 1° 34′ 34″54.775556°N 1.576111°W

## Története

### A szász erőd
Noha Durham első említése 762-ből származik, amikor Peothwine-t Aelfet ee püspökévé avatták (a mai Elvet a város egyik keleti negyede), a régészeti leletek arról tanúskodnak, hogy az első erőd a félszigeten a 10. században épült, a szász Uchtred earl uralkodása alatt. Ennek a korai erődnek a pontos alakja nem ismert, mindössze néhány falmaradvány utal rá. A régészeti leletek alapján azt feltételezik, hogy a félsziget északi oldalát lezáró egykori vizesárok is ebben az időben épült meg.
995-ben érkeztek a városba (korabeli neve Dunholme) a Szent Cuthbert ereklyéit őrző lindisfarnei szerzetesek, akik a viking támadások elől menekültek Northumbria belső területeire. Ők alapították 998-ban a székesegyházat a szent ereklyéinek elhelyezésére. Ezzel egyidőben valószínűleg az erődöt is kibővítették, hiszen a korabeli krónikák szerint a durhamiak 1006-ban sikeresen visszaverték a skótok támadását.

### A normann erőd

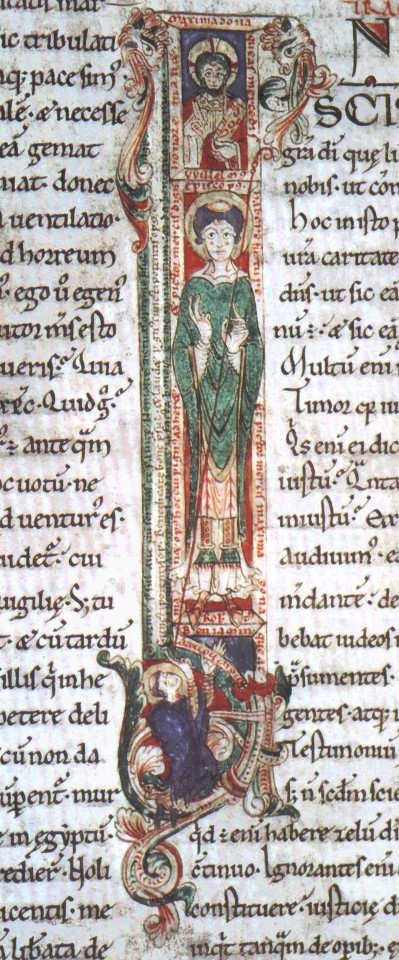
William of St. Calais püspök ábrázolása egy 11. századi krónikában

1066-ban a normannok elfoglalták Angliát, a trónra pedig Hódító Vilmos került, aki Northumbria irányítását továbbra is a helyi earlökre bízta. Ez nem bizonyult bölcs döntésnek, hiszen az általa kinevezett első két earlt meggyilkolták, a harmadik pedig 1069-ben ellene fordult. Ekkor Robert Comine vezetésével egy 700 fős sereget küldött a dunholme-i erődbe, de a helyi lakosság már az érkezésük utáni napon lemészárolta őket. Ennek következtében, illetve a folyamatos skót fenyegetettség felszámolása érdekében Vilmos hadjáratot indított Northumbria és Skócia elfoglalására. 1069-ben áthaladt Dunholme-on, majd 1072-ben visszatért és elrendelte az erődítmény teljes átépítését. A munkálatokat Waltheof, Northumbria earlje indította el. Miután 1075-ben egy felkelésben Waltheof életét vesztette, William Walcher püspököt nevezték ki earlnek, aki így az első durhami hercegpüspök lett. Megjegyzendő, hogy a hercegpüspök sohasem volt hivatalos titulus. Walcher folytatta az építkezést és az épülő várat püspöki rezidenciának nevezte ki.
Az erődre katonai okok miatt volt szükség, hiszen az Angliát lerohanó kis lélekszámú normann seregeknek szükségük volt védelemre a folyamatosan lázadó helyi lakosság ellen. Másrészt szükség volt az ország védelmének biztosítására az Északi-tenger felől támadó vikingek és az északról támadó skótok ellen. Az erőd Anglia keleti partvidékének fő útvonala mentén állt, így ráhatással volt a kereskedelem zavartalan zajlására.
A főleg fából és földből épült erőd 1080-ra elkészült, és még abban az évben sikeresen ellenállt a helyi lakosság egyik lázadásának, melynek során Walcher püspök is életét vesztette. 1088-ban Willian de St. Calais püspök (1080–1096) az erőd falai között talált menedékre, miután az általa is támogatott királyellenes felkelést II. Vilmos seregei leverték.
Ranulf Flambard püspök (1099–1128) megerősítette a várat a falak magasításával és a külső paliszád átépítésével. Ugyancsak ő rendelte el egy belső fal megépítését a székesegyház keleti vége és a vártorony között, ezzel külső és belső részre osztva az erődöt. Ebben az időben bontották el a vár és a székesegyház közötti épületeket, létrehozva egy hatalmas belső udvart, a mai Palace Greent. Ebben az időben már motte-jellege volt a várnak és a korábbi fából épített lakótornyot kőből átépítették.
Az első Nagy-csarnok vagy más néven Nyugati-csarnok a 11. században épült fel, valószínűleg William Walcher idején, de a 13. században elbontották egy új csarnok megépítése érdekében, ezért nincsenek pontos adatok a 11. századi erőd kinézetéről. Az egykori vár központi tömbjét, a palotát is átépítették az évszázadok során, a normann örökségre csak a kripták és a kápolna utalnak. A történészek valószínűsítik, hogy a normannok megőrizték az egykori szász palota szerkezetét és csak a belső kialakításon változtattak. A kápolna már egyértelműen normann építmény, 1072–1080 között épült fel és az angliai normann építészet egyik legkiemelkedőbb példája. A normannok idejéből további fennmaradt építmények a keleti várfal, a kapubástya és az Északi-csarnok.
A 12. század elején a vár többször is gazdát cserélt, hiszen a skótoknak többször is sikerült elfoglalniuk. A folyamatos angol–skót összecsapások miatt a vidék elnéptelenedett és elszegényedett. Változás Hugh le Puiset püspök (1153–95) idején következett be, amikor újjáépítették a város falakon kívüli negyedeit, megépítették a durhami székesegyház Galilea-kápolnáját, és felújították a többszörös tűzvészen átesett várat is. Le Puiset idejében vált Durham Anglia egyik legjelentősebb zarándokhelyévé (Szent Cuthbert ereklyéi), minek köszönhetően a város gazdasági élete is fellendült. Ebben az időben épült fel a ma is látható Normann-galéria, valamint a Normann-átjáró gyönyörű faragásaival.

### A vár a késő középkorban

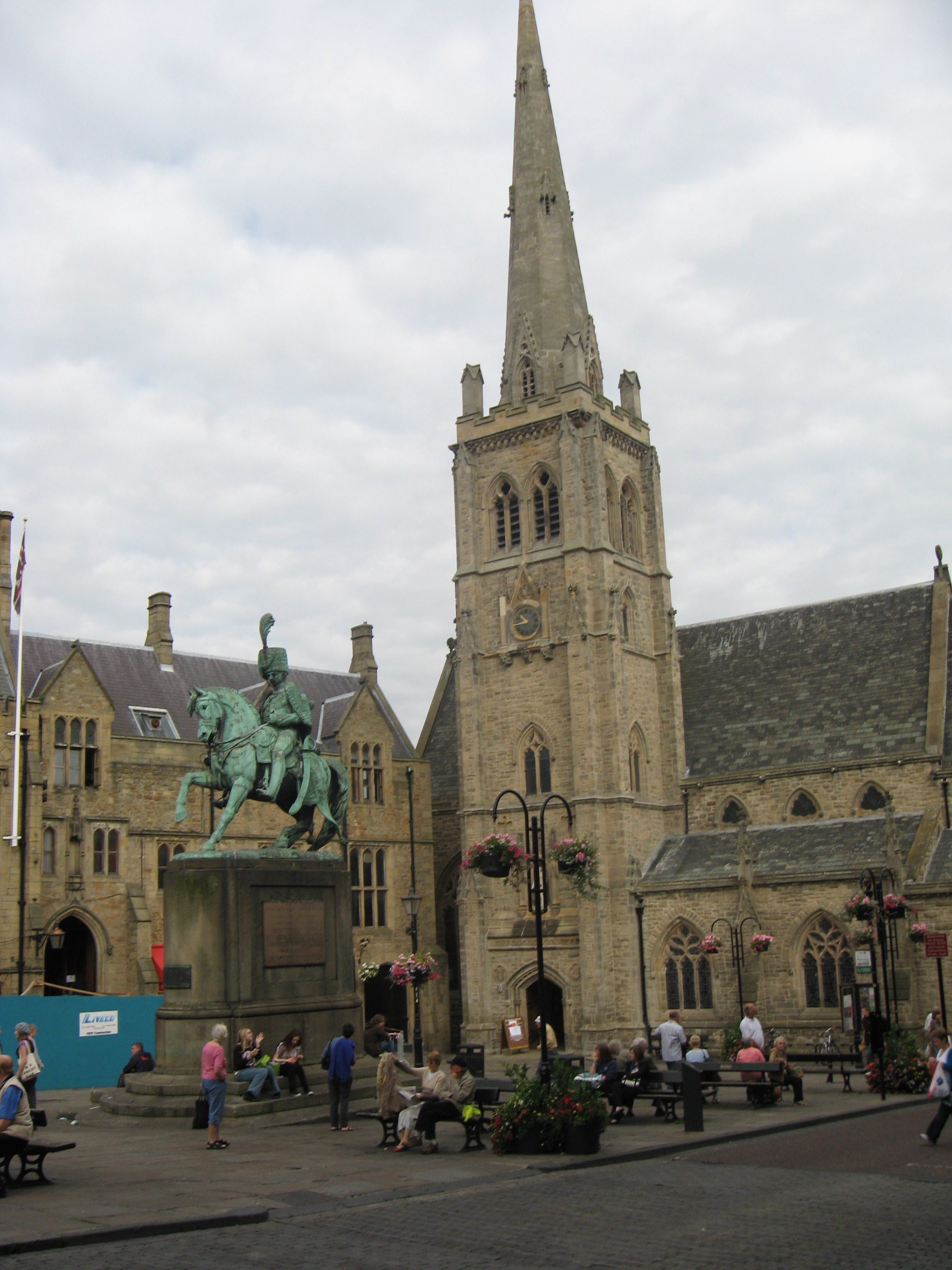
A durhami Piactér

A 13. és 14. század eljövetele a durhami vár életébe békésebb időszakot hozott, hiszen Northumbria lakossága elfogadta a normann fennhatóságot. A vár katonai jelentősége elhalványult, és inkább a hercegpüspökök politikai hatalmának jelképévé vált. Továbbra is veszélyt jelentettek azonban az északról betörő skótok, akik támadásainak a vár mindannyiszor ellenállt. Antony Bek püspök (1284–1310) idején átépítették, majd Thomas Hatfield püspök (1345–1381) idején déli irányban kibővítették a Nagy-csarnokot. Ugyancsak ekkor épült fel a város Északi-kapuja, mely 1774-ben összeomlott. 1314–1315-ben, amikor II. Eduárd angol király csapatai lerohanták Skóciát, Durham lakossága esetleges skót megtorlásoktól tartva kibővítette a városfalakat, az addig falon kívül levő Piactér és környékének védelme céljából. 1346-ban a skótok kihasználták III. Eduárd franciaországi távollétét és lerohanták Northumbriát, de a Hatfield püspök által vezetett seregeknek sikerült visszaszorítaniuk őket a Tweed folyótól északra (történelmi határvonal Skócia és Anglia között). Ebben az időszakban építették át a vártornyot a ma is látható nyolcszögletű formájára. Az átépítés során azonban befalazták a Normann-kápolna ablakait, így az természetes fényforrás nélkül maradt.

### Átépítések a 15. században
A 15. század elején Thomas Langley püspök (1406–1437) idején átépítették az Északi-kaput és ezzel lezárult a vár megerősítésének korszaka. Az ezt követő években, évszázadokban elsősorban a várban lévő épületeket építették át, illetve bővítették, további bástyákat, falakat már nem emeltek. A durhami vár a hercegpüspökök palotájává alakult át és katonai jelentősége fokozatosan csökkent.
Robert Neville püspök (1438–1457) idején feltöltötték a várat körülvevő vízárok délnyugati részét, és helyén felépítették a kincstári hivatal (Exchequer) épületét. Richard Fox (1494–1501) idején a Nagy-csarnok déli részét átalakították egy négyemeletes lakosztállyá. Fox nevéhez fűződik a mai is látható konyha megépítése. Tervbe vette a vártorony átépítését is, de winchesteri püspökké való kinevezése miatt nem sikerült tervét megvalósítania.

### A vár a reformáció idején

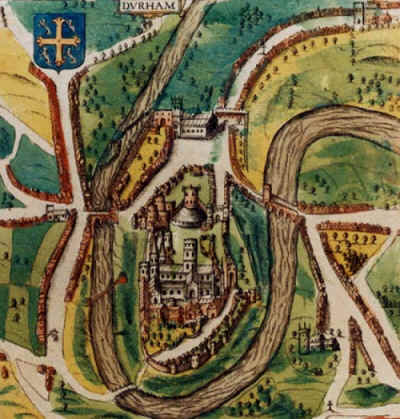
Durham 1610-ben

A durhami békeidők rövid ideig tartottak, mert 1513-ban VIII. Henrik franciaországi távollétét kihasználva VI. Jakab skót király lerohanta Észak-Angliát, de a Thomas Ruthall püspök (1509–1523) által vezetett durhami seregeknek sikerült visszaverni a skótokat, és megölni királyukat.
A 16. században azonban mégsem a skótok jelentették a legfőbb veszélyt, hanem a VIII. Henrik vezette reformáció és az anglikán egyház megalapítása. 1539-ben felszámolták a durhami kolostort, majd 1541-től a székesegyház is dékáni vezetés alá került. A durhami püspök előjogainak nagy részét, így törvénykezési előjogát is elveszítette. Ettől kezdve a helyi bírák már nem a hercegpüspök, hanem a király nevében ítélkeztek.
1536-ban a durhami püspök csatlakozott az Észak-Angliában kibontakozott felkeléshez, melynek fő követelése a katolikus egyház jogainak visszaállítása volt. A püspökök ezen felül követelték elveszített előjogaik visszaállítását is. Felismerve a felkelés hiábavalóságát, Cuthbert Tunstal püspök (1530–1559) visszavonult norhami várába és ott várta ki a felkelés leverését. Ezt követően az angol király elrendelte Észak-Anglia, és ezzel együtt a Durhami Hercegség közigazgatásának átalakítását és a korona közvetlen fennhatósága alá helyezését. Az új kormányzati szerv az úgynevezett Északi Tanács lett, Tunstal püspöknek sikerült viszont elérnie, hogy őt válasszák meg elnöknek, ezzel bizonyos mértékig ellensúlyozva a hatalomvesztést, mint hercegpüspök.
A vár életében a 16. század eleje nem sok változást hozott, hiszen sem Ruthall, sem pedig utódja, Thomas Wolsey püspök (1523–1529) nem tartózkodtak hosszabb ideig lakosztályaiban. A legjelentősebb változtatásokra Tunstal püspök idején került sor: ekkor épült fel a belső udvar északkeleti sarkában az új kápolna, kibővítette a kapubástyát és egy kétemeletes galériát építtetett az Északi-csarnok déli fala mentén. Ugyancsak az ő nevéhez fűződik egy új kút fúrása a belső udvaron. Noha a 16. század második felében a vár többször is gazdát cserélt (katolikusok és protestánsok között), sikerült komolyabb pusztítások nélkül átvészelni a vallási villongásokat.

### Hanyatlás a 17. században
1603-ban a skót VI. Jakab királyt I. Jakab néven angol királlyá is koronázták, ezzel tulajdonképpen véglegesen megszűntek a skótok és angolok közötti összecsapások Northumbria területén, így a durhami vár véglegesen elveszítette katonai jelentőségét. A következő évszázadok során kizárólag reprezentatív szerepe volt, mint a durhami püspökök palotája. Annak ellenére, hogy I. Jakab kétszer is megfordult a várban, az 1620-as években sürgős felújításokra szorult. Neile püspök (1617–1627) idején jelentősen átépítették. Ebben az időszakban épült fel a szenátusi lakosztály, valamint a raktárhelyiségek a Nagy-csarnok északi oldalán.
Az angol polgári forradalom idején, 1646-ban felszámolták a durhami püspökséget, és a várat 1649-ben Thomas Andrews londoni polgármesternek adták el. 1660-ban, a restaurációt követően a püspökséget visszaállították. Ebben az időszakban a vár már lakhatatlannak bizonyult, de John Cosin püspök (1660–1672) és Nathaniel Lord Crewe (1674–1722) idején helyreállították. Ebben az időszakban bontották le a belső udvarra néző barbakánt, véglegesen feltöltötték a várat körülvevő árkokat és felépítették az úgynevezett Fekete-lépcsőket, a Nagy-csarnok és a Tunstal-kápolna is pazarabb dekorációt kapott.

### A vár mint püspöki palota
A vár a 18. század során nyerte el mai formáját. 1789-ben Thomas Turlow püspök (1787–1791) felújította a vártornyot, visszabontva felső két emeletét. A falakat felújították, a vészesen megdőlt déli falat visszabontották. Ebben az időszakban épültek fel a ma is látható püspöki lakosztályok, valamint a hatalmas étkezőcsarnok. A díszlakosztályok 1780-ra készültek el. A hercegpüspökök egyre ritkábban tartózkodtak a várban, helyette a közeli Auckland-kastélyt választották lakhelyüknek, hiszen ahhoz egy sokkal nagyobb birtok és kert tartozott. 1836-ban, William Van Mildert halála után véglegesen felszámolták a hercegpüspöki titulust, a püspökség pedig az angol korona fennhatósága alá került, s a vár a Durhami Egyetem tulajdonába került át.

### A Durhami Egyetem székhelye

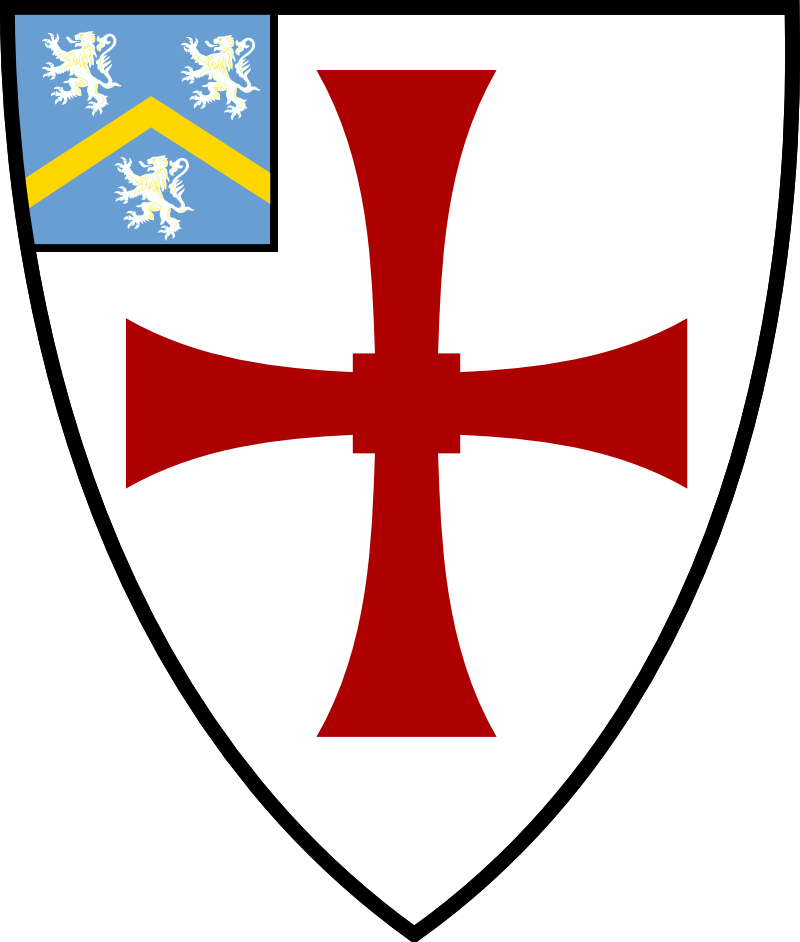
A Durhami Egyetem címere

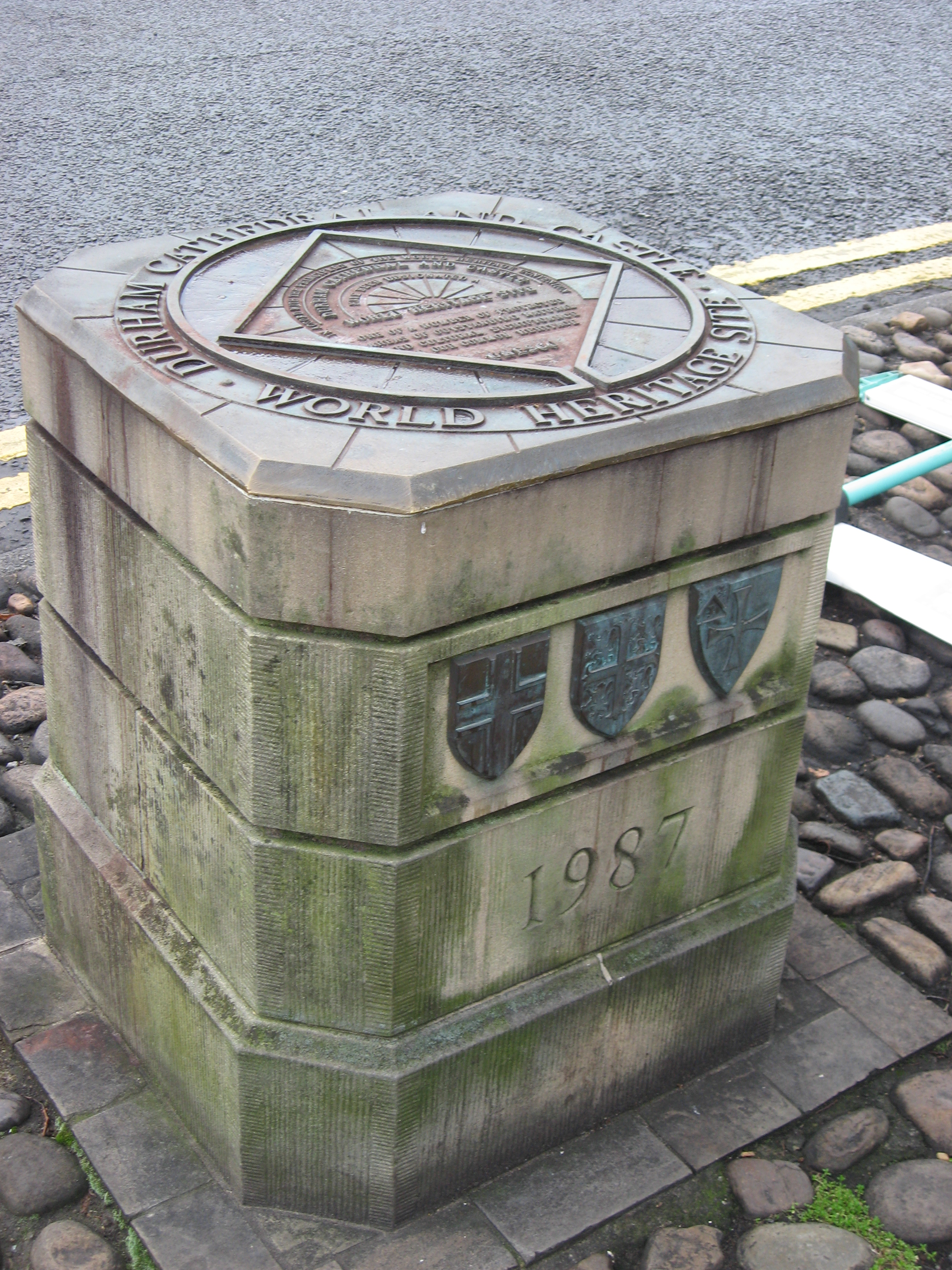
UNESCO világörökség emlékjele

A vártornyot 1840-re átépítették és szobákat alakítottak ki benne a diákok számára. Ebben az időszakban merült fel a vár előtti Palace Green beépítése is további épületekkel az egyetem számára, de a terv nem valósult meg. Jelentős változtatásokat az épületkomplexumban a 19. század végén végeztek, amikor bevezették a szobákba a központi fűtést, kicserélték a festett üvegablakokat és a Tunstal-kápolnába orgonát szereltek. A század végére a vár felújításra szorult, mert a nyugati, Wear folyóra néző fal megsüllyedt és a leomlás veszélye fenyegette. Közadományokból és állami támogatásokból sikerült aládúcolással elhárítani a fennálló veszélyt. A vár a két világháború pusztításait sikeresen átvészelte.
A durhami várat 1986-ban a székesegyházzal együtt az UNESCO felvette a világörökség listájára, azonban így sem sikerült hozzájutni az épületkomplexum felújításához szükséges 8 millió fonthoz. A világörökségi listára való felkerülést annak a ténynek köszönheti, hogy nagyon kevés olyan épület maradt meg a Brit-szigeteken, amelyet nem sokkal a normann hódítás után alapítottak, s megszakítás nélkül használtak több mint 900 éven át. Az egyre inkább romló állagú épületet 1999-ben az English Heritage nevű, történelmi épületek felügyeletével foglalkozó szervezet C kategóriájú, azaz fokozatosan romló állagú épületnek sorolta be.

## Az épület
A durhami vár déli irányból, a Palace Green felől közelíthető meg az egykori barbakán helyén felépült úton. Legfontosabb látnivalói:
- Kapubástya – a bástya mai formáját a 18. században nyerte el, amikor James Wyatt építész Barrington püspök kívánságára gótikus stílusban emeletet épített a normann stílusjegyeket őrző boltíves kapu fölé. Eredeti funkcióját napjainkig megőrizte. A vár bejárata eredetileg vasalt fakapu volt, ezt a 15. század elején cserélték le vasrácsra.[18]
- Belső udvar – a vár központi része, melyet a különböző épülettömbök fognak körül. A szabálytalan alakú, szögletes udvar érdekessége a régi kút, valamint a keleti virágágyásokat díszítő kis szökőkút. A kutat az 1970-es ásatások során fedezték fel a mai udvar szintje alatt 2 méterrel. Ez jelzi azt is, hogy az udvar burkolatának felújításakor az újabb rétegeket mindig a régiekre építették, így az évszázadok során megemelkedett. Megtalálták egy régi kútház alapjait, valamint az udvart átszelő ólomvezetékeket is, melyek a Tunstal-galéria vízellátását biztosították. A kút eredetileg 22 méter mély volt, de az évszázadok során feltöltődött törmelékkel, ami a többszöri építkezésekből származott. A bejárattól keletre áll a háromemeletes Kerti-épület, mely a 17. században épült Cosin püspök (1660–1672) idején. Ma az egyetem hivatalainak ad otthont. Az udvar nyugati oldalán áll a Nagy-csarnok, északi oldalán a Fekete-lépcső épülete, valamint a Tunstal-galéria épülete.[18]
- Vártorony – a vár keleti oldalán álló szabálytalan nyolcszög alaprajzú épület egy 14 méter magas földhalom tetejére épült. Az egykori normann motte&bailey típusú erőd magját képezte. A tornyot a Tunstal-galériával az úgynevezett Normann-fal köti össze, mely a 16. században épült fel egy 13. századi fal átépítésével. A fal mentén ma is láthatók korabeli lövésznyílások. A vártornyot és a kapubástyát összekötő fal a 17. századból származik. A vártorony elődje egy Walcher püspök (1071–1080) idején épített paliszád volt. Ennek helyére Ranulf Flambard püspök emeltetett egy kőfalakkal körbevett fatornyot. Ezt Hatfield püspök idején a 14. században építették át. Mai formáját a 19. században kapta, amikor két emeletét visszabontották. A vártorony 23 méter hosszú és 20 méter széles. A toronyban ma a diákok hálószobáinak egy része található, illetve alagsorában raktárhelyiségek sorakoznak. Három emeletét egy központi lépcsősor köti össze.[19]
- Harangtorony – 1705-ben épült Tunstal püspök megbízásából a kápolna bejárata fölé. A bejárat a torony nyugati oldalán található. A fél-nyolcszög alakú torony homlokzatát egy ablak díszíti, mely a belső lépcsősor megvilágítását biztosítja, valamint két kisebb ablak, melyek a lépcsősor feletti kamrába bocsátanak be fényt. A déli homlokzatot egy 19. század végén beszerelt óra díszíti. Az eredeti óra, melyet a 18. elején Crewe püspök szereltetett be, eltűnt. Az emeleti kamra az óra mechanizmusát rejti. A kamrában egy szintén Crewe püspök idejéből származó, 60 centiméter átmérőjű harang is lóg.[20]
- Tunstal-kápolna – a 18. században épült Tunstal püspök megbízásából egy korábbi normann kápolna alapjain. A kápolna megvilágítását a déli falon vágott négy ablak biztosítja. A kórusülések a 16. századból, Ruthall püspök idejéből származnak, ezeket az elbontott kápolnából mentették át. Az ülésekhez tartozó misericordok finom faragásúak és a durhami nemesség címereivel vannak ellátva, ami azt is bizonyítja, hogy a város lakosság a kápolnában rendezett szertartásokon is részt vett, nemcsak a székesegyházban rendezetteken. A kápolna falát faragott tölgyfapanelek borítják, melyek egyidőben készültek el az oltárral 1887-ben. A szárnyasoltár központi panelje Jézus keresztrefeszítését ábrázolja. Az egyhajós kápolna mennyezetét hét boltív tartja, ebből öt Tunstal, míg kettő később, Comin püspök idején épült fel. A kápolna orgonáját 1873-ban szerelte Smith atya, híres durhami orgonakészítő, aki dolgozott a székesegyház hangszerén is.[21]
- Normann-kápolna – a Tunstal-kápolna alatt található és a vár egyik legősibb részét képezi. Valószínűleg 1072-ben építették Walcher püspök idején. A kápolna 9,75 méter hosszú és 3 m széles, magassága közel 3 méter. A mennyezetét három boltív tartja. Padlóját rombusz alakú kövekből alakították ki. Az oltár alatti padló 60 centiméterrel magasabb. Szembetűnő az oszlopok elhajlása, ami a vár alatti terület megsüllyedésével magyarázható, így az építmény teherbírása jelentősen meggyengült. A kápolna észak-angliai normann építészet egyik legkiemelkedőbb alkotása rombuszdíszítésű oszlopokkal, faragott boltívekkel. Az oszlopfőket díszítő szobrok groteszk alakokat valamint állatokat ábrázolnak. Az északnyugati sarkában levő oszlopot egy vadászatot ábrázoló dombormű díszíti.[22]

- Tunstal-galéria – a vár egyik legjelentősebb építménye. Az északi oldalon álló galéria napjainkban is átjáróként szolgál a Nagy-csarnok és a kápolna között. A vármúzeum kiállításainak ad otthont.[23]
- Fekete-lépcsők – a 17. században épült 17,5 m magas lépcsősor a Tunstal-galéria nyugati végében található masszív toronyépületben található. A befelé megdőlt lépcsőket napjainkban is használják, viszont 40 főnél többen nem tartózkodhatnak rajta, hiszen szerkezete jelentősen meggyengült. A lépcsők karfáját faragott panelek díszítik. A lépcsők biztonságossá tételére az 1960-as évek acél tartóoszlopokat építettek be és a megromlott állapotú tartógerendákat lecserélték.[24]
- Normann-galéria vagy Északi-csarnok – ma az egyetem diákjai használják, egykoron a vár egyik legpatinásabb terme volt, belső díszítései azonban az évszázadok során tönkrementek. A galéria belső udvarra néző falának normann stílusú árkádjai ma is láthatók.[25]
- Püspöki lakosztályok – 1836-ban a vár átadásakor az egyetemnek a durhami püspök visszatartott saját használatra egy lakosztályt. Ennek napjainkban is ő a kizárólagos használója, amikor az épületben tartózkodik. A lakosztályok a leggazdagabban díszített helyiségek közé tartoznak, falait 17. századi flamand szövetek díszítik, valamint 18–19. századi bútorok, melyek közül kiemelkedő szépségű a baldachinos ágy.
- Püspöki ebédlő – a Tunstal-galéria nyugati végében helyezkedik el, a vár egyik legnagyobb és legpompásabb terme. Ma is eredeti rendeltetésének megfelelően használják, habár napjainkban nem a püspök és vendégei, hanem az egyetem alkalmazottjai ebédelnek benne. Falait a vármúzeum gyűjteményébe tartozó 18–19. századi olajfestmények díszítik.[25]
- Szenátusi lakosztályok – ezekben rendezkedett be az 1836-os átadás után az egyetem vezetősége. Ezt a funkcióját napjainkig megőrizte. A szobákat 17. századi szövetek valamint a vármúzeum gyűjteményébe tartozó festmények díszítik.[26]
- Zöld szalon – az egykori püspöki szoba átalakításával keletkezett. A neve ellenére rózsaszínűre festett szalont gyűlésteremnek használják. Falait Szent Cuthbert életének mozzanatait ábrázoló skiccek díszítik.[26]
- Nagy-csarnok – korábban Bek-csarnok, Hatfield-csarnok és Fehér-csarnok néven ismerték. A 13–14. században épült 13,7 méter magas, 11 méter széles és 31 méter hosszú csarnok az épületkomplexum nyugati részét foglalja el. Egy korábbi normann építmény helyén épült fel, de ennek napjainkban csak kevés nyoma látható (néhány oszlop a csarnok alatti kriptában). A csarnokot Anthony Bek püspök (1284–1312) építette, ennek ma is látható részei a bejárati boltív valamint a keleti falon lévő ablakok. A csarnokot 1350-ben bővítette ki Hatfield püspök. Az általa megépített faragott mennyezet későbbi tűzesetek során elpusztult. Ugyancsak ebben az időszakban készültek el a csarnok két végében álló faragott püspöki trónok is. Miután Fox püspök a csarnok déli részét leválasztotta saját lakosztályainak megépítése céljából, a déli trónust felszámolták. A csarnok érdekességei a bejárati faragott boltív, a falakat díszítő faragott püspöki címerek, a rombusz alakú kövekből 1663-ban lerakott padló valamint a csarnok falait borító faragott tölgyfapanelek.[27]
- Konyha és éléstár – Hugh le Puiset püspök (1153–95) idején épült eredetileg fegyvertárnak. A 15. század végén alakította át konyhának Fox püspök. Ebben az időben épültek fel a napjainkban is használt kandallók és a falakba mélyített kémények. A konyhához csatlakozik az éléstár, mely 1499-ben nyerte el mai formáját. Mivel az évszázadok során raktárhelyiségként használták és kevés módosítást eszközöltek rajta ez a vár épületkomplexumának legódonabb része. Szintén a konyhából nyílik az egykori sütőkamra, melyben ma is láthatók a 15. századi kemencék. A konyha bútorzatának egyik legérdekesebb darabja egy ismeretlen korú faláda, melyről a helyi legendák úgy tartják, hogy a reformáció idején benne rejtegették Szent Cuthbert ereklyéit. A konyha egyik alkóvjában van kiállítva a vár ezüst étkészlete, melyet a 18–19. században vásároltak a püspökök.[28]
- Normann-kripta – a Nagy-csarnok alatt húzódik és a Normann-kápolnával egyidőben épült. Eredeti díszítése az évszázadok során elpusztult, hiszen (akárcsak napjainkban) élelmiszer raktárként használták.[29]

## Gyűjtemények

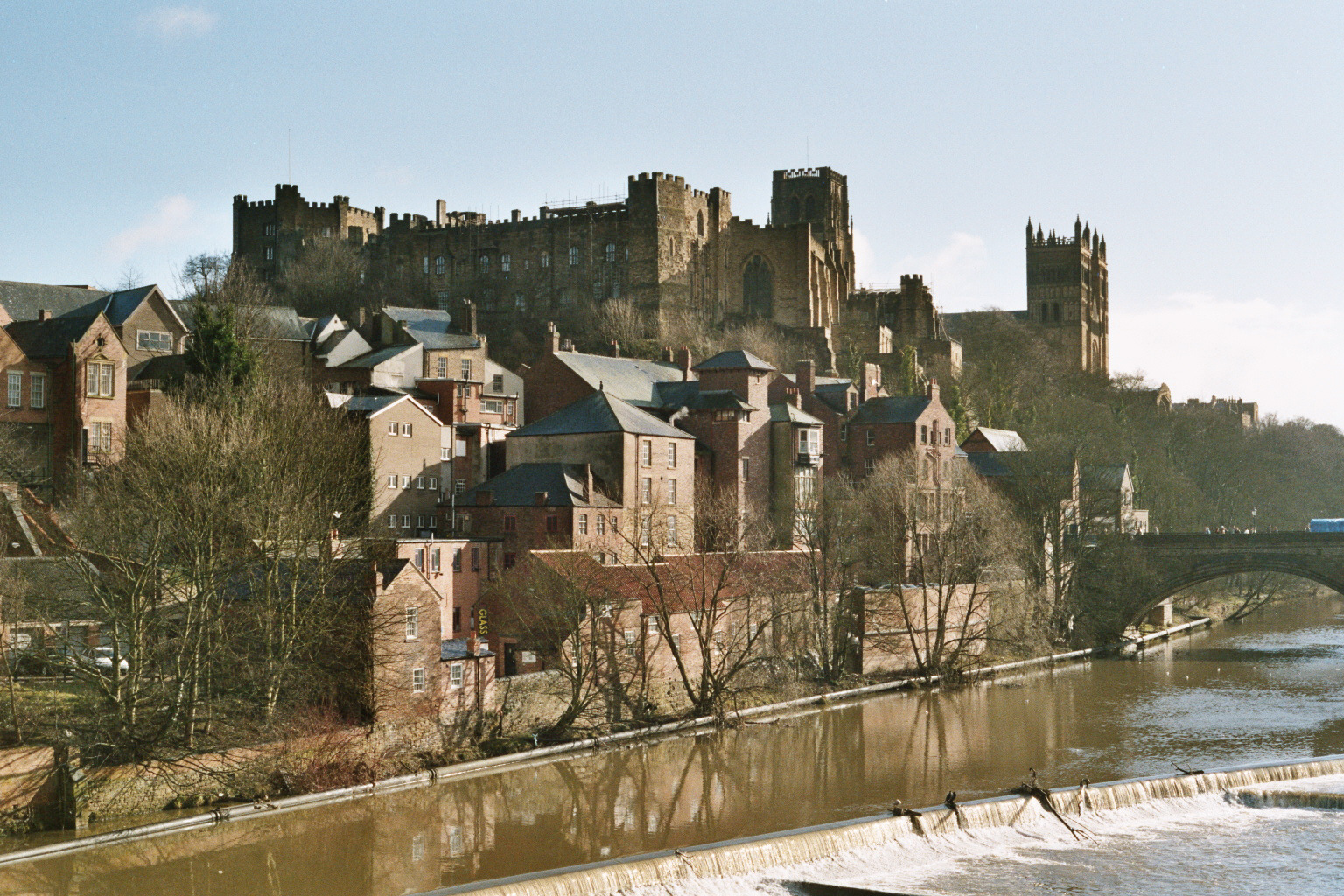
A vár a Wear folyó hídjáról nézve

A vármúzeumot az 1980-as évek elején hozták létre a várban található értéktárgyak felügyelete céljából. A múzeum rendhagyónak mondható, hiszen a gondozása alatt lévő műtárgyak nagy része egy működő épületben van kiállítva, sőt egyes műtárgyak napi használatban is vannak. Kurátorát a Durhami Egyetem szenátusa nevezi ki. A múzeumi anyag több gyűjteménybe van szervezve: képtár, ezüstgyűjtemény, faliszőnyegek, bútorok, fegyvertár, porcelángyűjtemény, fényképgyűjtemény.
- A várban több mint 200 festmény van kiállítva, melyhek nagy része a durhami püspököket ábrázolja illetve a várat és Durham városát. A festmények nagy részét a 17–19. században gyűjtötték. A legtöbb festmény a Tunstal-galériában valamint a Tunstal-kápolnában van kiállítva, ezek közül figyelemreméltóak George Jeffreys, J.W. Carmichael, Hugo van der Goes alkotásai. Több ismeretlen (valószínűleg helyi) festő alkotása is látható, ezek általában gyenge művészi színvonalon készültek, de betekintést adnak a vár korabeli kinézetére.[31]
- A múzeum ezüstgyűjteményébe tartoznak 18–19. századi étkészletek, asztali gyertyatartók valamint vallási kegytárgyak. A gyűjtemény legértékesebb darabjai: IV. György brit király ajándéka a Pemberton-tál, II. György és III. György uralkodása idejéből származó sótartók. Az ezüstgyűjteményhez sorolták be a diákok által nyert különböző sportversenyeken nyert serlegeket és kitüntetéseket. Ezeket a Nagy-csarnokban állították ki.[32]
- A faliszőnyeg-gyűjteménybe a Püspöki lakosztály és a Szenátusi lakosztály falait díszítő 17. századi flamand faliszőnyegek tartoznak. Az évszázadok során kifakult faliszőnyegeket az 1970-es és 1980-as évek során restaurálták. A legtöbb szőnyeg bibliai jeleneteket ábrázol és mindegyiken látható a megrendelő püspök címere.[33]
- A bútorgyűjteménybe számos napjainkban is használt bútordarab is tartozik: konyhaasztalok, székek, ebédlőasztalok, ágyak stb. A gyűjtemény legértékesebb darabjai egy 15. századi konyhaasztal, a Püspöki lakosztály bútorzata (kiváltképpen a baldachinos ágy), a Szenátusi lakoszályok 17. századi bársonybevonatú karosszékei. Ugyancsak ezen gyűjtemény leltárába tartoznak a Tunstal kápolna kórusülései is, a finoman faragott misericordokkal.[34]
- A fegyvertár leltárába tartozó középkori fegyverek és páncélok egy része a hercegpüspökök idejéből származik, a legrégebbi darab 14. századi. A többi darab 1922-ben került a várba, ezek közé tartoznak 17. századi lándzsák, 28 Cromwell-korabeli páncél, valamint az 1803-ban alapított Wallsendi Könnyűgyalogság puskagyűjteménye. Ezek nagy része a Nagy-csarnokban van kiállítva.[35]

## Kapcsolódó lapok
- Durhami székesegyház
- Durhami püspökök listája